# Peter Schuyler Miller
Pour les articles homonymes, voir Miller.
Peter Schuyler Miller, né le 21 février 1912 et mort le 13 octobre 1974, est un critique et écrivain américain de science-fiction.

## Biographie
Peter Schuyler Miller voit le jour dans la région de la Mohawk Valley, État de New York, aux États-Unis. Il en gardera, sa vie durant, un intérêt pour les indiens Iroquois ; intérêt qu'il manifestera en tant qu'archéologue amateur et membre de la New York State Archaeological Association.
Il obtient un Master of Science en chimie de l'Union College de Schenectady.  À la suite, il travaille comme rédacteur technique pour General Electric dans les années 1940 et pour la Fisher Scientific Company de Pittsburgh de 1952 jusqu'à sa mort.
Il décède le 31 octobre 1974 sur l'île de Blennerhassett, en Virginie-Occidentale, alors qu'il suivait un circuit archéologique concernant la civilisation de Fort Ancient à Parkersburg.

## Œuvre
Miller commence à écrire dans les pulp magazines de science-fiction dans les années 1930 et il est considéré comme un des auteurs les plus populaires de la période. Ses écrits paraissent dans des magazines tels que Amazing Stories, Astounding, Comet, The Magazine of Fantasy & Science Fiction, Marvel Tales, Science Fiction Digest, Super Science Stories, Unknown, Weird Tales et Wonder Stories, entre autres.
Il s'occupe aussi de faire connaître le travail des autres, il est connu dans les années 1930 comme bibliographe des récits de Conan le Barbare de Robert E. Howard, conjointement avec son ami John D. Clark.
Miller commence, en 1945, à écrire des critiques pour Astounding Science Fiction qui deviendra Analog. Il y tient une rubrique mensuelle à compter d'octobre 1951. En tant que critique, il est connu pour son enthousiasme à couvrir largement le champ de la science-fiction. En 1963, il reçoit un Prix Hugo spécial pour ses critiques de livres.
Sa vaste collection de documents, cartes, livres et périodiques, accumulée au long de son travail de critique a été donnée après sa mort au Carnegie Museum of Art par sa sœur, Mary E. Drake. Ces documents forment le cœur de la P. Schuyler Miller Memorial Library au Centre de recherche O'Neill Edward à Pittsburgh.

## Œuvres

### Récits courts
- The Red Plague (Jul. 1930)
- Dust of Destruction (Fév. 1931)
- Through the Vibrations (Mai 1931)
- Cleon of Yzdral (Jul. 1931)
- The Man from Mars (été 1931)
- The Arhennius Horror (Sep. 1931)
- Tetrahedra of Space (Nov. 1931)
- Red Spot on Jupiter (1931) (avec Paul McDermott et Walter Dennis)
- Duel on the Asteroid (Jan. 1932) (avec Paul McDermott et Walter Dennis)
- Forgotten (connu aussi sous le titre The Forgotten Man of Space) (Avr. 1933)
- Red Flame of Venus (Sep. 1932)
- Jeremiah Jones, Alchemist (Mai 1933)
- Alicia in Blunderland (1933)
- The Atom Smasher (Jan. 1934)
- The Pool of Life (Oct. 1934)
- The Titan (hiver 1934-35)
- The People of the Arrow (Jul. 1935)
- The Chrysalis (Avr. 1936)
- The Sands of Time (Avr. 1937)
- Coils of Time (Mai 1939)
- Pleasure Trove (Août 1939)
- Spawn (Août 1939)
- In the Good Old Summertime (Mars 1940)
- Living Isotopes (Mai 1940)
- The Flayed Wolf (Jul. 1940)
- Old Man Mulligan (Déc. 1940)
- Trouble on Tantalus (Fév. 1941)
- Bird Walk (Avr. 1941)
- Over the River (Avr. 1941)
- The Facts of Life (Mai 1941)
- Smugglers of the Moon (Mai 1941)
- The Frog (Oct. 1942)
- The Cave (Jan. 1943)
- John Cawder's Wife (Mai 1943)
- The Hounds of Kalimar (Juin 1943)
- Gleeps (Jul. 1943)
- Fricassee in Four Dimensions (Déc. 1943)
- As Never Was (Jan. 1944)
- Cuckoo (Mai 1944)
- Plane and Fancy (Jul. 1944)
- Ship-in-a-Bottle (Jan. 1945)
- Ghost (Jul. 1946)
- The Thing on Outer Shoal (Sep. 1947)
- Daydream (1949)
- Status Quondam (1951)
- For Analysis (Nov. 1958)

### Poésie
- Man's Question (Juin 1931)
- Meteor (Août 1931)
- Space (Fév. 1933)

### Recueil de nouvelles
- Genus Homo (1941, rév. 1950) (avec L. Sprague de Camp)

### Collections
- The Titan (1952)